# Abdelkader Bakhtache
Abdelkhader Bakhtache (né le 30 janvier 1982 à Thonon-les-Bains) est un athlète français spécialisé dans le demi-fond.

## Biographie
En 2007, Abdelkhader Bakhtache termine au pied du podium sur 1 500 m aux Championnats d'Europe en salle. La même année, il remporte le titre de Champion de France du 1 500 m, à la fois en salle et en plein air.

### Palmarès
| Date | Compétition                    | Lieu       | Résultat | Épreuve | Performance   |
| ---- | ------------------------------ | ---------- | -------- | ------- | ------------- |
| 2007 | Championnats d'Europe en salle | Birmingham | 4e       | 1 500 m | 3 min 45 s 54 |

### Records
| Épreuve            | Performance   | Lieu       | Date         |
| ------------------ | ------------- | ---------- | ------------ |
| 1 500 m            | 3 min 38 s 24 | Strasbourg | 28 juin 2007 |
| 1 500 m (en salle) | 3 min 38 s 32 | Liévin     | 5 mars 2010  |